# The Right of Way (film 1931)
The Right of Way è un film del 1931 diretto da Frank Lloyd (non accreditato). La storia, tratta dal romanzo di Gilbert Parker, è stata adattata per lo schermo con The Right of Way del 1915 diretto da John W. Noble e, nel 1920, con The Right of Way, per la regia di John Francis Dillon.

## Produzione
Il film fu prodotto dalla First National Pictures (con il nome a First National-Vitaphone Picture) (controlled by Warner Bros. Pictures Inc.). Venne girato in California.

## Distribuzione
Distribuito dalla First National Pictures e, non accreditata, dalla Warner Bros. Pictures, il film uscì nelle sale cinematografiche USA il 7 febbraio 1931.